# Гарсоев, Александр Николаевич
Александр Николаевич Гарсо́ев (Гарсоня́н) (арм. Ալեքսանդր Նիկողոսի Գարսոյան, 11 (23) февраля 1882, Тифлис—1934, Ленинград) — российский и советский морской офицер, главный подводный специалист штаба Военно-морских сил РККА, участник Первой мировой войны, капитан 2 ранга.
Специалист в области тактики подводных лодок, один из создателей первых подводных лодок Военно-морских сил РККА (подводных лодок типа «Декабрист»), профессор и заведующий кафедрой подводного плавания Военно-морской академии, профессор военно-морских наук.

## Биография
Александр Николаевич Гарсоев родился 11 (23) февраля 1882 год в Тифлисе в семье потомственного почётного гражданина Тифлиса коллежского асессора Николая Герасимовича Гарсоева и его жены Варвары Артемьевны. Отец был потомком астраханских армян Гарсоянцев. Александр учился два года в 1-й Тифлисской гимназии и восемь лет в 1-й Московской гимназии, которую окончил в 1900 году.

### Служба в Российском Императорском флоте
В 1903 году, окончив математическое отделение физико-математического факультета Московского университета, А. Н. Гарсоев подал прошение о зачислении в Российский императорский флот, 6 августа 1904 года он был определён юнкером в 18-й столичный флотский экипаж. За полтора года освоил полный курс Морского корпуса, и в 1905 году произведён по экзамену в мичманы.
В 1905—1906 годах проходил службу на броненосной плавучей батарее «Не Тронь Меня», крейсере «Герцог Эдинбургский», миноносцах «Внимательный», «Видный». С 1906 по 1908 годы служил на миноносце № 217, минном крейсере «Украина», эскадренных миноносцах «Видный», «Финн», «Инженер-механик Зверев».

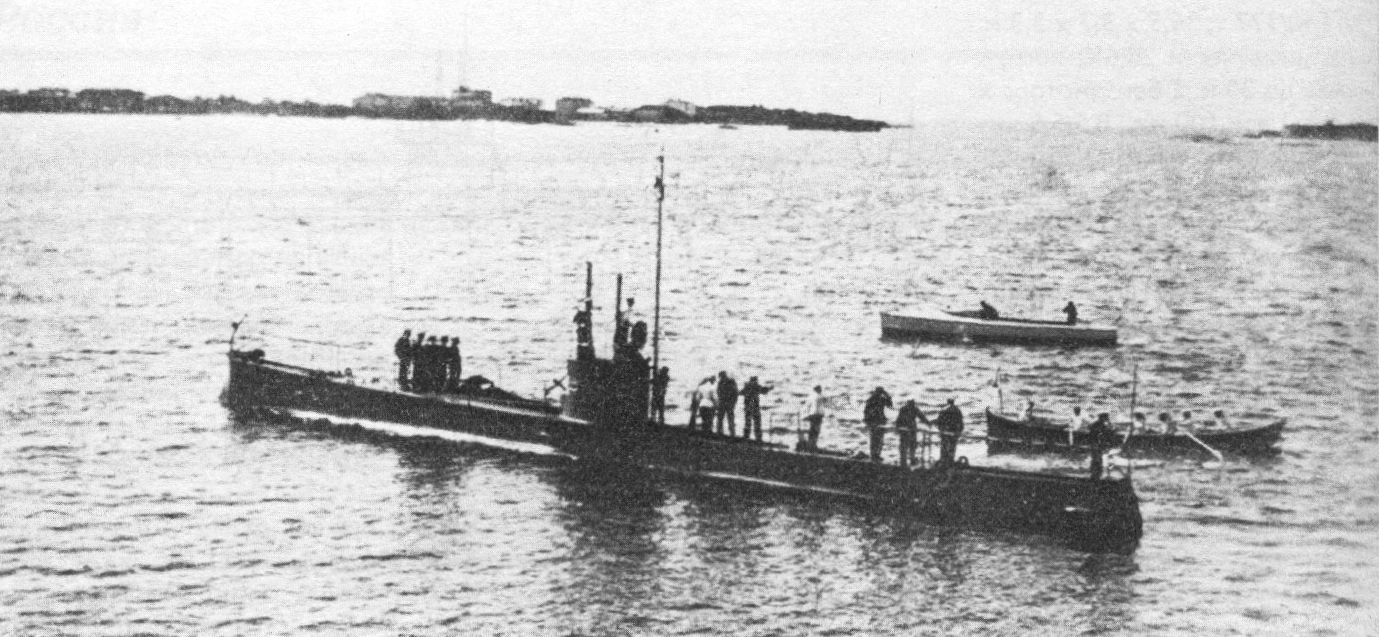
Подводная лодка «Минога»

В 1909 году учился во Временном штурманском офицерском классе, по окончании которого произведён в штурманы 2 класса. С 1909 по 1910 годы служил на бронепалубном крейсере «Диана» и на новостроящемся броненосце «Андрей Первозванный». 19 октября 1910 года направлен на учёбу в Подводный офицерский класс Либавского учебного отряда подводного плавания. 20 октября 1911 года, после окончания обучения, Гарсоеву был вручён знак офицера подводного плавания, и он получил назначение на должность помощника командира подводной лодки «Акула», а затем подлодки «Сиг».
10 декабря 1911 года стал командиром подводной лодки «Почтовый», с единым двигателем надводного и подводного хода; выполнил на ней большое количество испытательных походов и предложил целую серию усовершенствований в её конструкцию. Осенью 1912 года лейтенант Гарсоев принял командование подводной лодкой «Минога». 23 марта 1913 года лодка по вине боцмана затонула на глубине 30 метров. Благодаря грамотным действиям командира подводной лодки, а также своевременно оказанной помощи, жертв удалось избежать, но сам Гарсоев получил сильное отравление парами кислоты и хлора. Экипаж лодки не пострадал. После спасения матросы подводной лодки сочинили частушку:

«Покатился бы на дно весь ковчег наш Ноев, если б имя не одно — капитан Гарсоев».
В 1913—1914 годах Гарсоев служил на крейсере «Россия», в 1915 году прикомандирован к Морскому Главному штабу. 

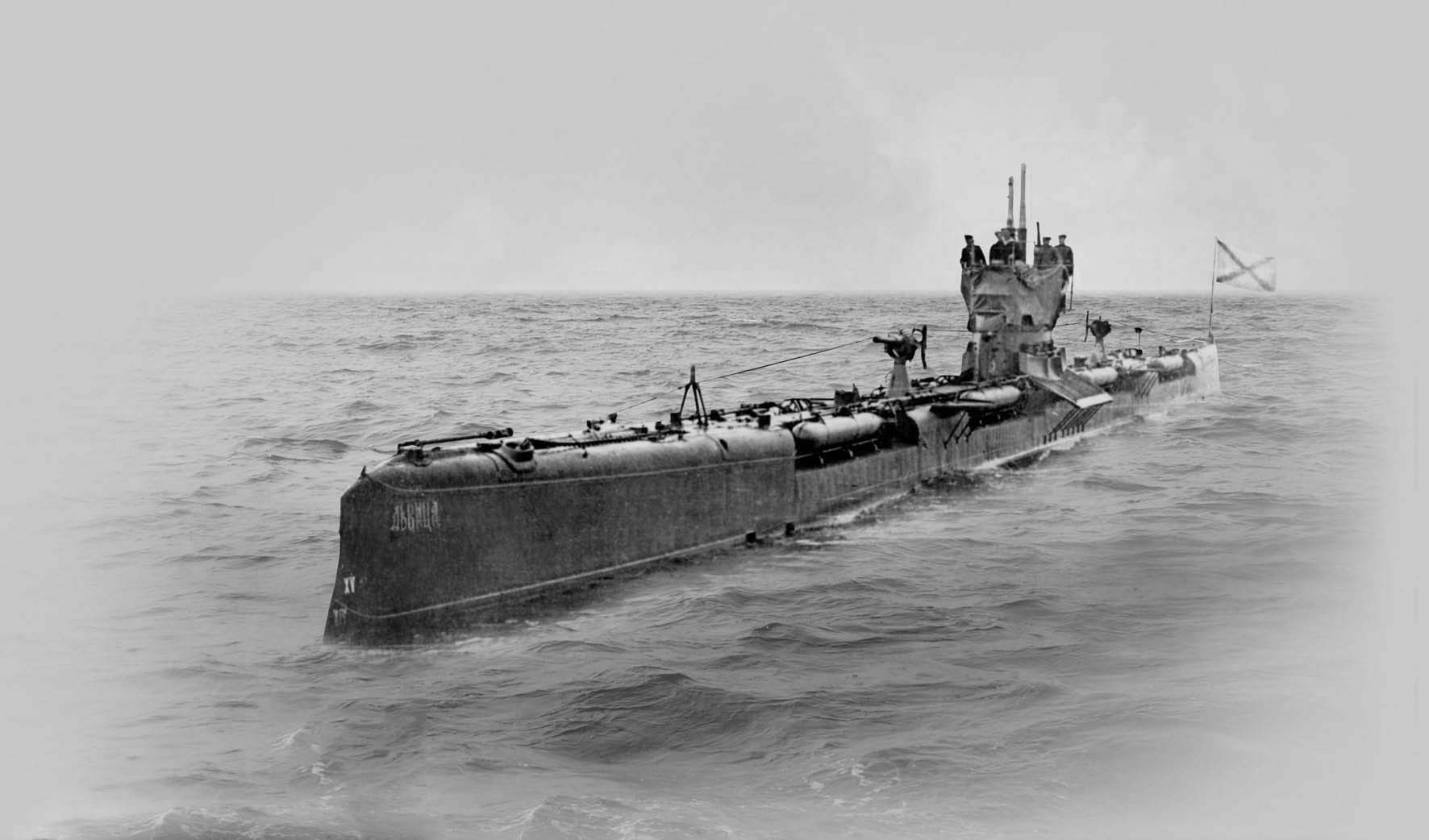
Подводная лодка «Львица»

22 июля 1915 года был назначен командиром подводной лодки «Львица» (подводная лодка типа «Барс», поэтому Гарсоева часто называли Барсоев), участвовал в боевых походах на Балтике в годы Первой мировой войны. После гибели ПЛ «Львица» с другим экипажем, Гарсоев был переведён в штаб дивизиона подводных лодок. С 1916 по 1917 годы служил в Штабе Воздушной Дивизии Балтийского моря. Произведён в капитаны 2 ранга.

### Служба в Советском военно-морском флоте
После Октябрьской революции А. Н. Гарсоев перешёл на сторону советской власти. Был назначен военмором XI категории службы связи Балтийского моря. В 1918—1919 годах был начальником Учебного отряда подводного плавания Балтийского флота, занимался его возрождением после двукратной эвакуации из Либавы и из Ревеля.
С 1920 по 1921 годы служил начальником оперативного отдела штаба Черноморского флота, принимал участие в создании морских сил Азовского и Чёрного морей. В 1921 году был командиром на недостроенных лодках типа Барс «Вепрь» и «Форель» в Кронштадте.
В 1921—1922 годах — главный подводный специалист Штаба Морских Сил Республики (Штаморси). С 1922 по 1923 год — адъюнкт Военно-морской академии РККФ, а затем — преподаватель и с 1924 года — профессор военно-морских наук академии. Создал кафедру по новой дисциплине — тактика подводных лодок. Одновременно Гарсоев становится членом Научно-технического комитета ВМФ, председателем секции подводного плавания НТК. С 1925 по 1926 год параллельно совмещал должность начальника отдела подводного плавания в Техническом управлении ВМФ.
В декабре 1926 года Гарсоев был включён в состав специальной подкомиссии для составления наряда промышленности на строительство первых подводных лодок.

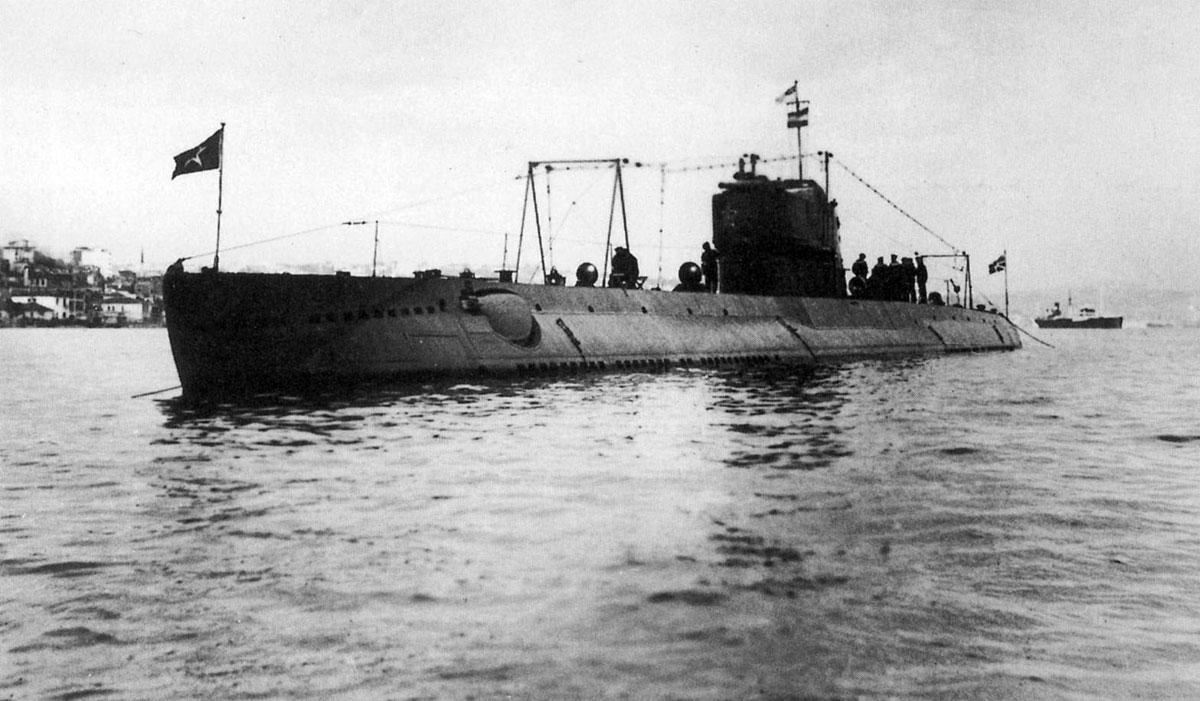
Подводная лодка Д-4 «Революционер» типа «Декабрист»

В сентябре 1930 года по личной просьбе Гарсоев был назначен командиром дивизиона новых подводных лодок Балтийского флота. В 1930-е годы он возглавлял разработку и конструирование малых и средних подводных лодок, создал классификации подводных лодок. В январе 1926 года НТК ВМФ приступил к разработке проекта первой советской подводной лодки под руководством А. Н. Гарсоева. Позже Гарсоев принимал участие и в строительстве подводных лодок типа «Декабрист». Возглавлял научно-техническую комиссию ВМС РККА, был начальником Управления материально-боевого оснащения флота России. В 1928 году по состоянию здоровья ушел в отставку.
Летом 1931 года Александр Гарсоев был обвинён в участии в заговоре, репрессирован. Осужден ОГПУ на 3 года лишения свободы условно. После освобождения и реабилитации работал инженером-строителем на «Союзверфи».
Умер Александр Николаевич Гарсоев в 1934 году. Похоронен на мемориальном Новодевичьем кладбище в Санкт-Петербурге.

## Награды
- Орден Святого Станислава 3 степени[3].
- Орден Святой Анны 3 степени[1].